# Szén-dioxid
A szén-dioxid (CO2, régi helyesírással széndioxid) standard körülmények között légnemű, gáz-halmazállapotú vegyület, a szén egyik oxidja. A tiszta levegő mintegy 0,040% (térfogatszázalék) szén-dioxidot tartalmaz. (Korrigált 2016-os átlag: 404 ppm) Ez a mennyiség az elmúlt évtizedekben jelentősen növekedett (100 éve még kb. 280 ppm volt). A szén-dioxid üvegházhatású gáz, amely a klímakutatók 97%-a szerint hozzájárul a globális felmelegedéshez. A jelenlegi globális felmelegedés 80%-áért az emberi szén-dioxid-kibocsátás okolható. A klímakutatók többsége szerint a 450 ppm-es légköri szén-dioxid-koncentráció már visszafordíthatatlan következményekkel járna az éghajlatváltozás szempontjából. A légkörbe számos forrásból kerülhet; szén és széntartalmú anyagok égése, állatok, növények és mikroorganizmusok légzése során keletkezik. Nagy mennyiségben keletkezik ipari folyamatok során is (cement- és acélgyártás, metanol-, ammónia- és monomerszintézis). A nettó CO2-kibocsátás csökkentésének két stratégiai fontosságú pillére, melyek intenzív kutatások tárgyát képezi: egyrészt az említett folyamatok hatékonyságának, szelektivitásának növelése, másrészt pedig a CO2 konverziója üzemanyagokká, illetve szerves vegyületekké. Jelentős mennyiségű szén-dioxid kerül a levegőbe a vulkanizmus során és a tengerek kötött szén-dioxidjából is.
A szén-dioxid −78,5 °C-on fagy meg (kondenzál), szilárd halmazállapotának neve szárazjég. A szárazjeget a hűtőipar is felhasználja, de látványosságként is alkalmazzák, ahogy felmelegedve a folyékony halmazállapot kihagyásával gőzzé válik, azaz szublimál.

## Kémiai és fizikai tulajdonságok

Szén-dioxid nyomás-hőmérséklet fázisdiagram. 1. szilárd, 2. folyékony, 3. légnemű (gáz és gőz), 4. szuperkritikus, A hármaspont, B kritikus pont

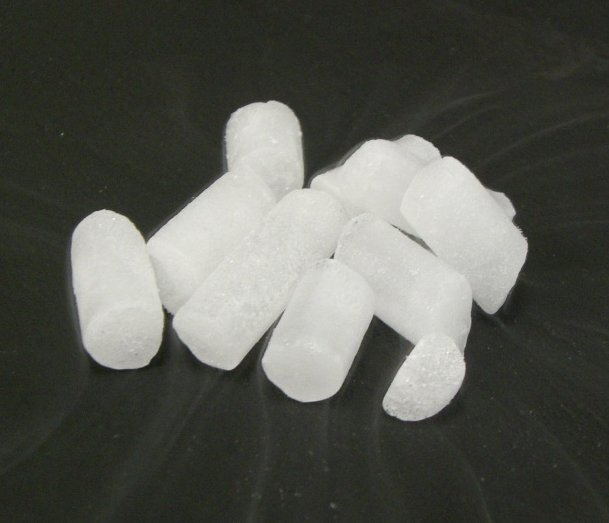
Szárazjég

Színtelen, kis koncentrációban szagtalan, a levegőnél nagyobb sűrűségű. Ha a belélegzett levegő a normál koncentráció többszörösét (néhány %-ot) tartalmazza szén-dioxidból, akkor azt enyhén savanykásnak érezzük, ez a koncentráció azonban már veszélyes, mert fulladást okozhat.
A tiszta szén-dioxid nem éghető, az égést nem táplálja, ezt a tulajdonságát használják ki a tűzoltó-készülékeknél, és a gyertyalángos próbánál a pincék ellenőrzésénél: ha a gyertya kialszik, akkor a szén-dioxid veszélyes mennyiségben van jelen a helyiségben. Reakciókban kevésbé vesz részt. Vízben kismértékben oldódik (0,145 g/100 ml), a vízzel gyengén savas szénsavat képez.
A légnemű halmazállapotú vegyület normál légköri nyomás (1 bar) alatt ‒78,5 °C-on fagy meg, a folyékony halmazállapot kihagyásával. 5,1 barnál nagyobb nyomáson előállítható viszont folyékony szén-dioxid is. A gázpalackokban is ilyen állapotban tárolják. A szén-dioxid szilárd halmazállapotát szárazjégnek nevezzük.
A sűrűsége standard hőmérsékleten és nyomáson körülbelül 1,98 kg/m³, másfélszer akkora, mint a Föld légköréé. A szén-dioxid molekula (O=C=O) két kettős kovalens kötést tartalmaz és egyenes az alakja. Hiába alkotják eltérő elemek, a szimmetrikus szerkezet okán apoláris. A molekulának alapállapotban nincs elektromos dipólusmomentuma, azonban különböző határszerkezeteknél lehetséges, hiszen a különböző vibrációk során alakja megváltozik – ennek okán soroljuk az üvegházhatású gázok közé. Nem reaktív és nem gyúlékony.

## Felhasználása, gyártása, keletkezése
Jelen van az üdítőkben, szénsavas italok alkotórészeként, tűzoltó palackokban, hegesztésnél aktív védőgázként. Az ipari célokra használt szén-dioxid palackok ISO szabvány szerinti színe szürke.
A koffeint a zöld, nedves kávébabból szuperkritikus extrakcióval vonják ki, amihez oldószernek folyékony szén-dioxidot használnak.
Szilárd formában (szárazjég) hűtőanyagként is használják, például amikor gyors mélyhűtésre van szükség, vagy nem áll rendelkezésre hűtőgép.
A szén-dioxidot nagyobb mennyiségben bányásszák (Magyarországon például 1982-ig a Kisalföldön, Mihályi mellett később), illetve kőolaj- és földgázkutakból tör fel mint melléktermék. Az így kapott gázt tisztítják, majd nagy nyomáson cseppfolyósítják, és ebben a formában tárolják, szállítják. A cseppfolyós szén-dioxid hirtelen nyomáscsökkenésekor történő gyors párolgás (párolgáshő) annyira lehűti az anyagot, hogy az megfagy, és szárazjég keletkezik.
Az élelmiszeriparban szívesen használják a tankerjesztésű pezsgők erjedése során keletkező szén-dioxidot, ugyanis a pezsgő természetes habzásához kevesebb is elég, mint amennyi abban keletkezik. A felesleget üdítőkhöz, sörgyártásnál használják fel.
A VIII. Magyar Gyógyszerkönyvben  Carbonei dioxidum     néven hivatalos.  

A biogáz egyik jelentős alkotórésze.
Az égési folyamatokban keletkezik szerves anyagok, pl. fosszilis tüzelőanyagok elégetésekor, mint légkörbe kibocsátott füstgáz.
A must forrásakor is keletkezik szén-dioxid, amit ilyenkor mustgáznak neveznek, és ami a pincében a földhöz közel összegyűlve oxigénhiányos állapotot idézhet elő, rosszullétet, szédülést, hányingert, mentális zavarokat okozva, nagyobb koncentrációban pedig fulladáshoz vezethet. Ennek megelőzésére hagyományosan gyertyát alkalmaztak, annak lángját azonban csak 14 százaléknyi szén-dioxid-tartalom oltja ki, miközben akár a 9 százalékos koncentráció is öt-tíz perc alatt végzetes lehet a pincében tartózkodóra.

## A szén körforgása
A földköpeny széntartalma szén-dioxid formájában kerül a légkörbe; döntően a vulkáni, illetve utóvulkáni működés eredményeként.
A növények képesek a levegő szén-dioxidját megkötni, az abból kivont szenet a szervezetükbe beépíteni: ez a folyamat az asszimiláció. A fa égésekor a nagy füstöt nem a szén-dioxid okozza, hanem a sok elpárolgó víz és a nitrogén-oxidok. A legkülönfélébb élőhelyek szén-dioxid-mérlege gyakorlatilag 0: az elpusztuló növények és állatok szerves vegyületeit a mikroorganizmusok lebontják, és a soklépcsős folyamat eredményeként felszabaduló szén-dioxid visszajut a levegőbe. A földtörténetben a bioszféra széntartalma folyamatosan temetődik el. Egy része fosszilis tüzelőanyaggá alakul, legnagyobb része azonban a mészvázú tengeri állatok révén betemetődik, és karbonátos kőzetekké alakul. Minden mai mészkő és dolomit előfordulás valamikor légköri szén-dioxid volt, valamint jelentős mennyiségű karbonáttartalmú ásvány is ismert. A legtöbb szén-dioxidot tehát nem az eltemetett szerves anyag vonja ki a légkörből, hanem a mészvázú állatok: ezek mészváza ugyanis (a tengerekben a karbonátkompenzációs szint felett) eltemetődve mészkővé alakul, azaz mineralizálódik. A szén-dioxid globális forgalmába az ember nemcsak a fosszilis tüzelőanyagok elégetésével avatkozik be, hanem meglehetősen sok szén kivonásával is, amikor a különféle szerves anyagokból növekvő mennyiségben tartós használati tárgyakat (bánya-, talp- és épületfákat, bútorokat, könyveket stb.) készít. Ezek jelentős része a használat után sem kerül vissza a biológiai körforgásba, hanem hulladéklerakókban eltemetjük őket – ezekben idővel, lassan majd mineralizálódnak.
A földtörténeti ókorban zömmel a páfrányok maradványaiból alakultak ki a nagy energiatartalmú, a szénbányászatban jelentős feketekőszén-telepek, majd zömmel a földtörténeti újkorban a kevésbé szenesedett, kisebb kalóriatartalmú barnakőszén-telepek.
Több-kevesebb szén található a kőolaj- és földgázszármazékokban, a legjobb (legkörnyezetbarátabb) arány a metánban (CH4) van: C:H=1:4. Ennél sokkal rosszabb az arány a hosszabb szénláncokban: a cetán (C16H34) esetében már csak C:H=1:2,125. Ezzel tehát jelentősen csökkenthető a CO2-kibocsátás, de már az is jelentős, ha PB gáz (propán (C3H8), bután (C4H10)) helyett metánt használunk.

## Üvegházhatás
Az égéssel légkörbe bocsátott füstgázoknak és pl. anaerob bomlási folyamatokban keletkező metánnak jelentős napfény elnyelő tulajdonsága van, amiért „üvegházhatásúnak” nevezzük. Többek között a légkör utóbbi korokban mért melegedését, a klímaváltozást okozzák. Ezért a technológiák közül igyekeznek kiváltani az égéses energiafejlesztést, illetve ipari technológiákat.